# 宇野円空
宇野 円空（宇野圓空、うの えんくう、1885年11月27日 - 1949年1月1日）は、日本の宗教学者・民族学者。

## 経歴
1885年、京都市にある西本願寺派の尊徳寺で生まれた。東京帝国大学文科大学哲学科で学び、1910年に卒業。大学では、マルセル・モースに師事した。同年、京都帝国大学大学院へ進んだ。
1912年より佛教大学教授となった。1920年から1923年にかけて欧州（フランス、ドイツ、オランダ）に研究留学し、宗教民族学の理論的研究に従事した。1922年、龍谷大学教授となった。1926年、東京帝国大学文学部専任講師となり、1927年に助教授昇格。1934年に学位論文『マライシアニ於ケル稲米儀礼』を東京帝国大学に提出して文学博士の学位を取得。1942年に東洋文化研究所教授となり、1943年から1946年まで同研究所第2代所長を務めた。1946年に東京大学を定年退官し、同時に名誉教授となった。

## 受賞・栄典
- 1942年：『マライシヤに於ける稲米儀礼』の業績により学士院恩賜賞受賞[8]。

## 研究内容・業績
宗教学から研究を開始し、宗教民族学（宗教人類学）という新しい分野を開拓した。

## 著作

### 著書
- 『宗教学概論』文信社 1927
- 『宗教民族学』人類学叢書 岡書院 1929[9]
- 『宗教学』岩波書店 続哲学叢書 1931
- 『宗教の史実と理論』同文館 1931
- 『仏教が要求する宗教生活』仏教研究叢書 大東出版社 1932
- 『修験道』東方書院 日本宗教講座 1934
- 『民族精神の宗教面』仏教新興叢書 仏教時報社 1935
- 『家庭と宗教 正信と邪教』文部省社會教育局 家庭教育叢書 1936
- 『国家の宗教的性格』日本文化協会 日本文化小輯 1936
- 『宗教的情操と仏教の理念』新更会刊行部 1938
- 『転換期の宗教』有光社 精神文化叢書 1938
- 『仏教が要求する宗教生活』大東出版社 1938
- 『マライシヤに於ける稲米儀礼』東洋文庫論叢 1941
- 『宗教学通論』八洲書房 1943
- 『仏教信仰聖話大集』国書刊行会 1977

### 編著
- 『反宗教運動の批判』編 近代社 1932
- 『聖典講讃全集』全7巻 編 小山書店 1934－35
- 『覚如上人』編 国書刊行会 1987
- 『存覚上人』編 国書刊行会 1987
- 『蓮如上人』編 国書刊行会 1987

### 共著
- 『新修日本精神讀本』（朝日新聞社、1938(昭和13年)）
  - 執筆「やまとだましひ」東京帝國大學助教授文學博士 宇野圓空 / p.40。[10]

井上哲次郎・清原貞雄・武田祐吉・植木直一郎・大倉邦彦・松永材・宇野圓空・河野省三・村瀬武比古・栗田元次・藤澤親雄・中河與一・杉森孝次郎・亘理章三郎・藤原銀次郎・蓑田胸喜・浦本浙潮・鼓常良・津久井龍雄・加藤一夫・三井甲之・赤松克麿・大串兎代夫・岡本かの子
- 『南方亞細亞の文化』〈新亞細亞叢書  4〉（大和書店、1942）[11]
  - 執筆「東印度諸島の文化層」宇野圓空 / p.107。[12]

### 翻訳
- エミル・ブートルー『現代哲学に於ける科学と宗教』赤松智城共訳 博文館 1919
- シー・エッチ・トーイ『宗教史概論 上巻』赤松智城共訳 博文館 1922
- 『根本仏教聖典叢書 現代意訳 第2巻 中阿含経抄 経部 2」(林五邦共訳) 根本仏教聖典叢書刊行会 1923

### 論文
- CiNii宇野円空著作

## 参考資料
- 棚瀬襄爾1949「宗教民族學者としての故宇野圓空先生」『民族学研究』13-4、日本文化人類学会.